# Schalk Willem Burger
Schalk Willem Burger (Lydenburg, Dél-Afrika, 1852. szeptember 6. – Goedgedacht, 1918. december 5.) búr politikus, ügyvéd, katonai vezető és államférfi.

## Katonai szolgálata
Burger katonai neveltetése feltehetően a családja akaratára történt, erről azonban a forrás nem tesz említést. Burger számos katonai konfliktusban részt vett, mint például a Sekhukhune ellen viselt háborúban 1876-ban. Így az első búr háborúban mint veterán harcolt, s 1881-ben fontos vezetői pozíciókat látott el. 1885-ben őt választották a Lydenburg Commando parancsnokává. A második búr háború kitörését követően pedig magas katonai pozícióban szolgált. Számos csatában küzdött, közülük kiemelkedik a Spion Kop-i csatában és a Modder folyóért dúló harcokban való részvétele. Az előbbit a búr csapatok vezetése alatt megnyerték, míg utóbbiban vereséget szenvedtek.

## Politikai pályája
Kortársai politikusként igen felvilágosultnak és éles eszűnek tartották. Az elnöki pozícióért folytatott versengésben Paul Kruger vetélytársa volt. A Spion Kop-i csata után betegség miatt visszavonult a harcoktól, és kizárólag politikai karrierjével foglalkozott. Paul Kruger kormányában alelnök lett, majd miután Kruger Európába ment 1900 és 1902 között, Burger megbízott elnökként egy időre átvette a helyét.
1901 májusában Burger az ellenségeskedések megszüntetését kérte a parlamentben, de észérvei süket fülekre találtak.